# کیمبرلی کالدول
کیمبِرلی کالدوِل (به انگلیسی: Kimberly Caldwell) (زادهٔ ۲۵ فوریهٔ ۱۹۸۲) خواننده، بازیگر، و مجری تلویزیون اهل ایالات متحده آمریکا است. او از سال ۲۰۰۳ تاکنون مشغول فعالیت بوده‌است.